# Zhang Chongren
Dans ce nom chinois, le nom de famille, Zhang, précède le nom personnel.
Pour les articles homonymes, voir Zhang.
 (janvier 2018).
Zhang Chongren (chinois simplifié : 张充仁 ; chinois traditionnel : 張充仁 ; pinyin : Zhāng Chōngrén ; Wade : Chang¹ Ch'ung¹-jen² ; cantonais Jyutping : Zoeng¹ Cung¹jan⁴ ; cantonais Yale : Jeung¹ Chung¹yan⁴), le plus souvent transcrit Tchang Tchong-jen, né le 27 septembre 1907 à Xujiahui dans la banlieue de Shanghai (Chine) et mort le 8 octobre 1998 à Nogent-sur-Marne (France), est un artiste et sculpteur chinois connu pour avoir été l'ami d'Hergé et avoir inspiré le personnage de Tchang.

## Biographie

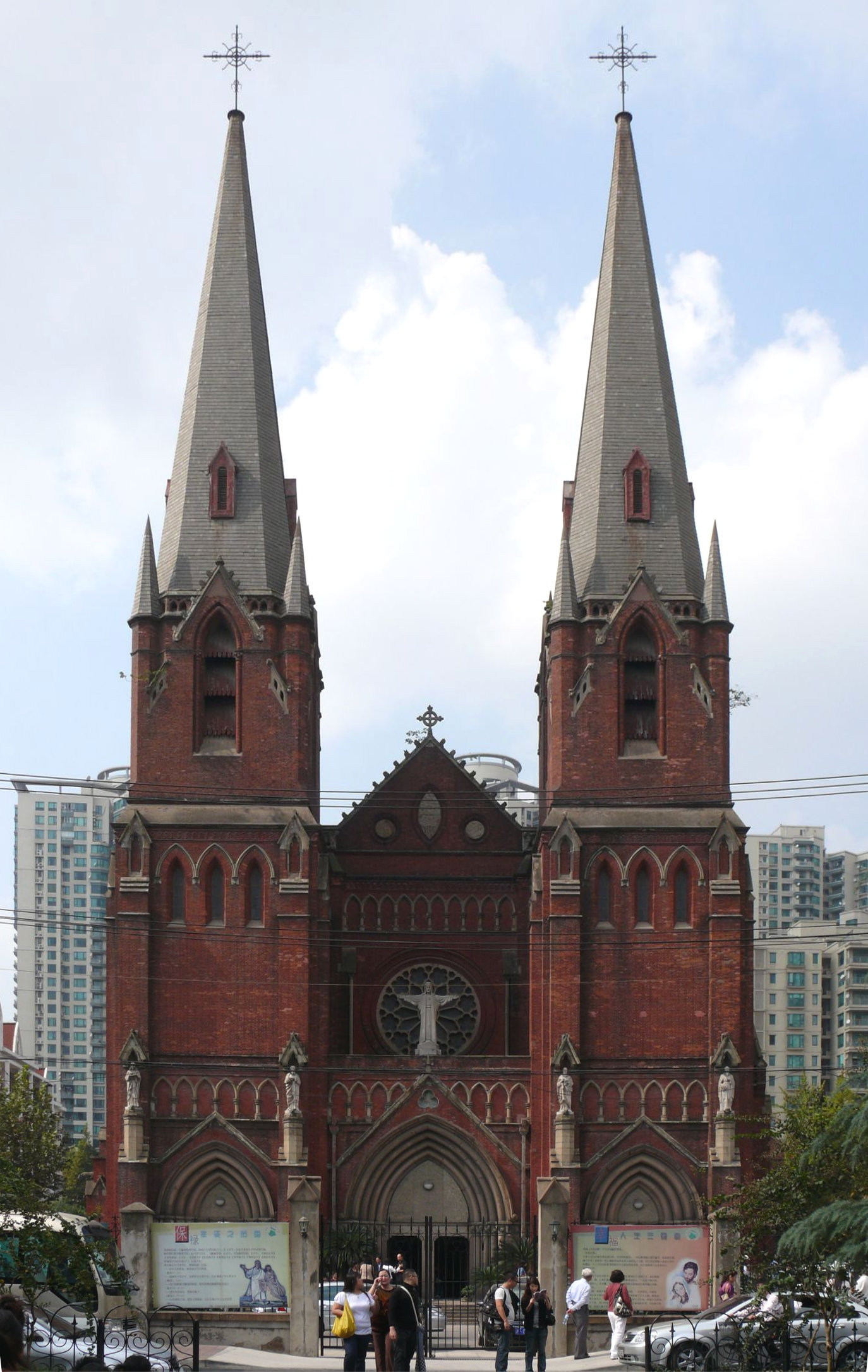
Église Saint-Ignace, construite par les missionnaires jésuites français à Zikawei, quartier de naissance de Zhang Chongren.

Il naît en 1907 à Xujiahui (Zikawei en shanghaïen), alors quartier de la concession française où se trouvaient différentes missions catholiques et banlieue de Shanghai, aujourd'hui dans le centre-ville.
Ses parents étant pauvres, à la mort de sa mère, il est placé à l'orphelinat de Tou-Sè-Wè pour lui donner une chance. Son oncle était professeur de sculpture dans cet établissement et habitait à 300 mètres de là. Cet orphelinat était surtout une école d'art et d'artisanat, très connue à l'époque, tenue par des pères et frères jésuites français. Il y apprend donc la langue française.

### Séjour en Belgique
À partir de 1928, il travaille dans l'industrie du cinéma et dans des journaux locaux. Il part pour la Belgique en 1931 et suit des cours à l'Académie des beaux-arts de Bruxelles. Lors de l'exposition de fin d'année, le sculpteur Égide Rombaux remarque sa peinture. Surpris par son jeune âge et impressionné par le réalisme de son œuvre, il le félicite pour sa technique. 
Étudiant appliqué, Tchang suit les cours théoriques et pratiques de l'Académie avec des cours du soir sur la sculpture antique et visite les musées. En 1935, a lieu le concours de fin d'année. Alors que les autres étudiants travaillent encore sur le thème « un coup de grisou », Zhang remet son projet de composition au bout d'une heure. Son idée consiste à mettre en scène la mère, la femme et l'enfant d'un mineur mort ; il veut en commencer le modelage. Mais les autres étudiants, persuadés que Zhang connaissait déjà le sujet pour être inspiré aussi rapidement, demandent l'annulation de l'épreuve. Il proteste, en vain. Nouveau sujet : « il lui sera beaucoup pardonné car il a beaucoup aimé ». Nouvelles protestations : des étudiants affirment ne pas connaître la Bible. Tchang, pris à témoin et venu d'un pays bouddhiste, se sent capable d'interpréter la citation. Les autres suivront... et Tchang remporte le premier prix en sculptant Madeleine baignant les pieds de Jésus. Zhang est médaillé par le roi Albert et reçoit ses deux premiers prix de sculptures du bourgmestre Adolphe Max, « cet homme courageux et fier qui a résisté à l'occupation allemande »[réf. nécessaire].
Tchang participe à l'une des quatre sculptures de la façade du palais 5 du Parc des expositions au Heysel. En effet, il collabore activement avec son professeur de l'Académie des Beaux-Arts, Égide Rombaux, à la création d'une de ses statues allégoriques. En Belgique durant ses études, il a reçu de nombreux prix et de nombreuses médailles[réf. nécessaire].

#### La rencontre avec Hergé
Alors qu'il s'apprête à écrire Le Lotus bleu, Hergé est contacté par l'abbé Léon Gosset, aumônier des étudiants chinois de l'université de Louvain. Ce dernier, qui s'inquiète de voir Hergé introduire dans sa prochaine aventure des clichés rétrogrades ou colonialistes sur la Chine, le met en relation avec son étudiant Tchang Chongren. Zhang raconte son pays, fournit la documentation, corrige les détails et calligraphie les enseignes des magasins. Il devient l'ami d'Hergé et lui explique les coutumes chinoises, lui donnant une version plus réaliste de la Chine que les stéréotypes circulant alors en Europe. Il participe à l'écriture en chinois des affiches représentées par Hergé, qui pour la plupart comportent une violente dénonciation de l'impérialisme japonais et occidental.
L'apport de Tchang est important : Le Lotus bleu est la première aventure de Tintin pour laquelle Hergé introduit davantage de détails, dûment documentés, une démarche qu'il conserve ensuite dans tous ses albums. Zhang a également permis à Hergé d'échapper à l'influence des stéréotypes véhiculés dans son milieu, la petite bourgeoisie catholique conservatrice.
Pour souligner l'importance de cette rencontre, Hergé crée dans Le Lotus Bleu un nouveau personnage, Tchang, auquel il donne le nom de son ami, ce qu'il n'avait jamais fait et ne refera jamais.

### Artiste en Chine communiste
En 1935, Zhang quitte la Belgique et voyage en Europe avant de rentrer en Chine en 1936, où il organise des expositions pour présenter ses œuvres et fonde les studios Chongren. Son retour en Chine reçoit un accueil favorable. Il donne des cours et réalise les commandes qui affluent dans son atelier de Shanghai. Il expose et vend beaucoup d'œuvres. La guerre sino-japonaise éclate, relayée par la lutte intérieure entre nationalistes et communistes. Hergé perd le contact avec lui pendant la Seconde Guerre mondiale. Tchang Kaï-chek, pendant la relative accalmie de la fin de la guerre, reconnaît le talent de Zhang. Sous le nouveau régime, Zhang parvient à travailler. Mais, peu à peu, le nombre de commandes diminue.
Hergé lui écrit de nombreuses lettres, mais n'obtient jamais de réponse, parce qu'elles n'arrivent jamais à destination, peut-être égarées ou encore interceptées par les autorités chinoises ou japonaises. Sa déception trouve un écho dans les efforts de Tintin pour retrouver Tchang dans Tintin au Tibet. Sur la planche 30 de cet album, on voit gravé sur une pierre le nom de Tchang en sinogrammes traditionnels (張仲仁), au lieu du « 張充仁 » de l'ami d'Hergé. Le caractère 仲 (zhòng, second de trois fils) est fréquent dans les prénoms chinois. Il peut aussi signifier « second » dans le sens où l'ami de Tintin est considéré par Hergé comme un « second » Tchang. C'est aussi ce nom (le dernier sinogramme ayant toutefois été élidé) que l'on retrouve sur la lettre qu'adresse Tchang à Tintin à la page 3 du même album. Ce sont les deux seules apparitions écrites de son nom — il n'avait jamais été écrit dans Le Lotus bleu. Phonétiquement les noms des deux Tchang, le réel et le fictif, restent proches, mais celui de la BD est clairement présenté par son nom comme un double fictif.
En 1966 survient la révolution culturelle. Tchang doit se faire balayeur. Il dénonce à demi-mot ceux de ses « collègues » qui, « un pied dans le plat politique et l'autre sur la tête des sculpteurs », le critiquaient systématiquement, ou les groupes « bien placés » qui monopolisent, grâce à leurs appuis, toutes les commandes d'État ; néanmoins, l'artiste ne parle pas du contrôle politique permanent, des résidences surveillées... De l'art officiel, il dit que « ce n'est que de l'officiel, pas de l'art » et que « l'esthétique n'intervient pas dans l'administration »[réf. nécessaire].
Puis il est nommé directeur de l'académie des Beaux-Arts de Shanghai dans les années 1970. Après 1979 et la libéralisation économique de la Chine, il reçoit une large reconnaissance dans le monde de l'art chinois[réf. nécessaire]. Une collection de ses peintures et de ses sculptures est publiée, tandis qu'il édite et traduit de nombreux livres d'art.

#### Retrouvailles avec Hergé et reconnaissance internationale
Ce n'est qu'en 1981, le 18 mars, peu de temps avant sa mort, qu'Hergé revoit Zhang à Bruxelles à l'initiative de Gérard Valet de la RTBF. Tchang est invité par le gouvernement français à l'occasion d'un anniversaire. Ces retrouvailles sont cependant source de déception pour Hergé : tous deux ont du mal à échanger leurs idées comme autrefois. Tchang, plus énergique que Hergé, répond plus facilement aux sollicitations de la presse, et son opinion sur le Tibet chinois, pour lui une affaire interne à son pays, est à l'opposé de celle d'Hergé, acquis à la cause tibétaine.
En 1983, Tchang apparaît à Shanghaï dans l'émission des télévisions francophones La Course autour du monde, un film du jeune reporter suisse Arnaud Bédat[source insuffisante].
En 1985, Tchang reçoit la nationalité française. Il est invité par Danielle Mitterrand à s’installer en France. Il devient un sculpteur renommé en Occident. On fait appel à lui pour réaliser le buste de François Mitterrand après sa réélection en 1988. Ses apparitions se font ensuite de plus en plus rares.
Jacques Langlois, des « Amis de Hergé », témoigne : 

« C’est en 1985 à la faveur d’un voyage de Mitterrand en Chine, que Régis Debray et Danielle Mitterrand ont rendu visite à Tchang chez lui et lui ont proposé de s’installer à Paris. Quelques mois plus tard, c’était chose faite et Jack Lang s’est occupé de lui procurer des travaux et des ressources : conférences au musée Guimet, puis commande du buste de Hergé pour Angoulême, ... Tchang a travaillé aussi pour la communauté chinoise de Paris, friande de se faire statufier. Sa renommée occidentale lui a même valu un retour en grâce à Pékin et il a pu réaliser un monument à Shanghaï, où vit encore son épouse et où il retournait chaque année quelques semaines. Bref, Tchang a vécu ses treize dernières années dans un agréable atelier d’artiste à Nogent-sur-Marne et quatre mois en Principauté de Monaco en 1997, grâce au Prince Héréditaire Albert. »

Il a notamment sculpté des bustes en bronze de Deng Xiaoping en 1994, de François Mitterrand en 1988 et du prince Rainier III de Monaco en 1997. C'est sa dernière œuvre achevée. Elle est exposée au palais de Monaco, où il est reçu en 1997 par le prince Albert II.
C'est à Nogent-sur-Marne en banlieue parisienne que meurt Tchang le 8 octobre 1998. Il repose au cimetière municipal de cette commune.

## Hommages posthumes

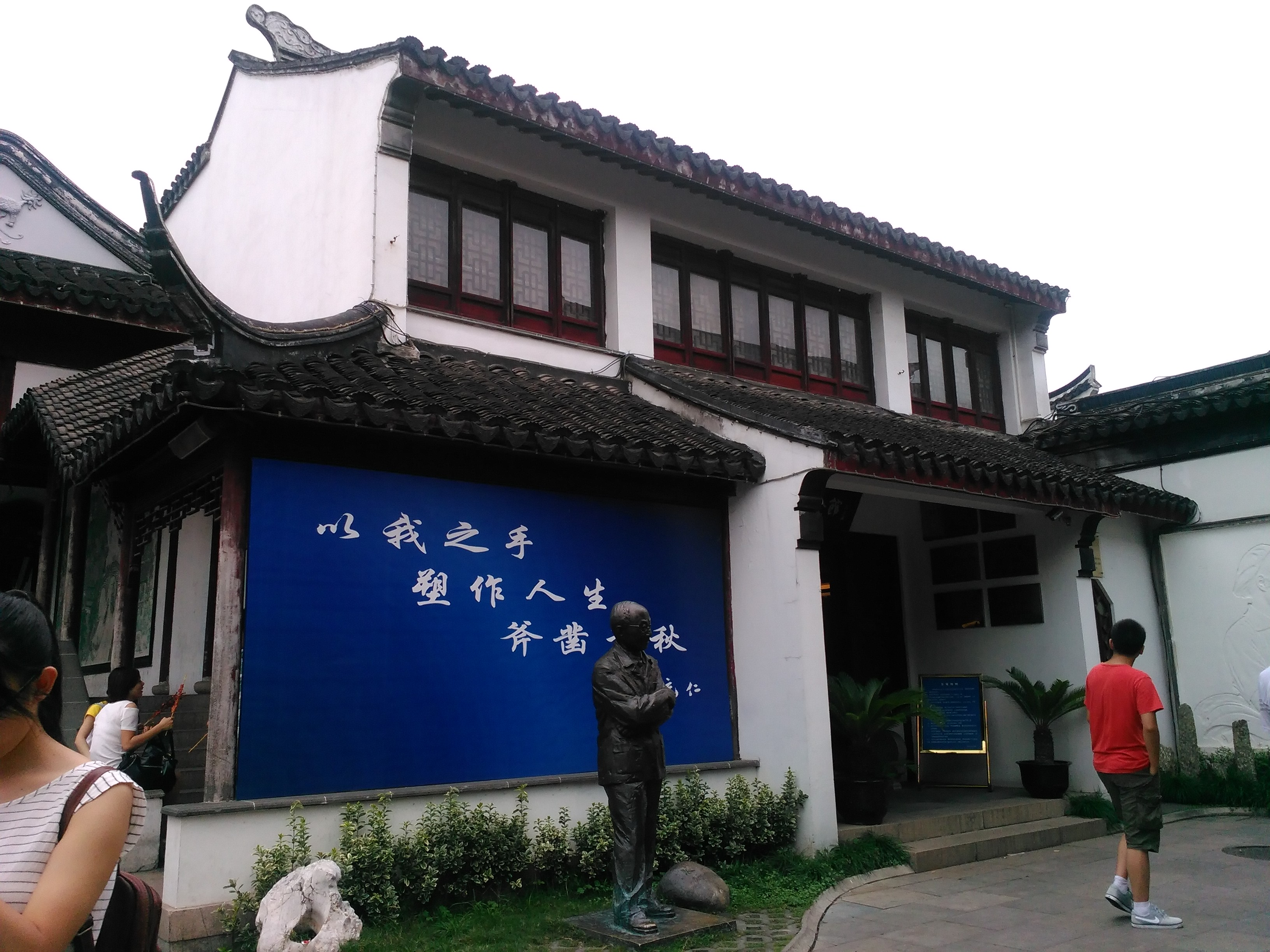
Hall Mémorial de Zhang Chongren, Qibao.

Peu après sa mort, un musée lui est dédié dans son ancien atelier à Qibao Shanghaï. De nombreuses œuvres de cette époque venant de Chine et de l'étranger comme les photos de la façade du Palais 5 du Heysel, les nombreuses médailles et prix qu'il a reçus lors de ses études à l'Académie, des coupures de presse de sa rencontre avec Hergé ou encore un exemplaire du buste de François Mitterrand y sont aujourd'hui exposés. 
Certaines de ses peintures et de ses sculptures sont exposées au Musée chinois des beaux-arts de Pékin et au Musée chinois de la guerre révolutionnaire.
Il fait l'objet d'une nouvelle de science-fiction, L'Affaire Tchang, in anthologie Complots capitaux (2008).
En 2012, l'auteur de bande dessinées Laurent Colonnier publie l'album Georges & Tchang, une histoire d'amour au vingtième siècle, qui postule l'existence d'une relation homosexuelle entre Hergé et son ami chinois. Ce récit, qui ne prétend pas à la véracité, se base sur une interrogation personnelle de son auteur ; Benoît Peeters, biographe d'Hergé, estime pour sa part qu'il s'agit d'une pure fiction.